# Telemark (EP)
Telemark è un EP del musicista norvegese Ihsahn, pubblicato nel 2020 dalla Candlelight Records.

## Tracce
1. Stridig – 5:30
2. Nord – 5:08
3. Telemark – 7:43
4. Rock and Roll Is Dead (cover di Lenny Kravitz) – 3:26
5. Wrathchild (cover degli Iron Maiden) – 2:55

## Formazione
- Ihsahn - voce, chitarra, basso, tastiere
- Tobias Ørnes Andersen - batteria
- Jørgen Munkeby - sassofono